# Tabernaemontana stenosiphon
Tabernaemontana stenosiphon là một loài thực vật thuộc họ Apocynaceae. Đây là loài đặc hữu của São Tomé và Príncipe.